# Selber Forst

Das gemeindefreie Gebiet (rot) zum Zeitpunkt seiner Auflösung

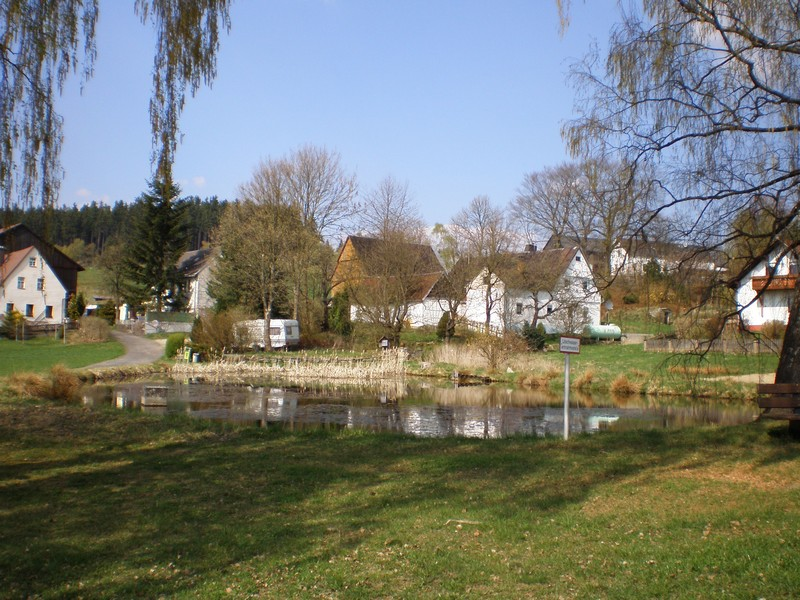
Längenau bei Selb

Der Selber Forst ist ein nahezu vollständig mit Fichtenforsten bedeckter Höhenzug in 500 bis 688 m ü. NN und ehemaliges gemeindefreies Waldgebiet im östlichen Fichtelgebirge. Mit Wirkung vom 1. April 2013 wurde der Selber Forst dem Gemeindegebiet Selb angegliedert.
Naturräumlich stellt der Selber Forst die Untereinheit 39501 bzw. 395-B innerhalb der Haupteinheit Selb-Wunsiedler Hochfläche (395) dar. Seit September 2010 existiert ein Neuentwurf der Naturräume Nordostbayerns.

## Geographie
Der Selber Forst erstreckt sich im Norden von Längenau bei Selb entlang der Staatsgrenze zu Tschechien nach Süden bis nordwestlich von Schirnding und reicht im Westen bis in den Raum von Höchstädt.
Seine Fortsetzung auf tschechischer Seite ist die Hazlovská pahorkatina (deutsch etwa: Haslauer Hügelland).

## Topografie
Eine grobe topografische Einteilung hinsichtlich des größtenteils aus Mischwald bestehenden Bewuchses kann neben der Abteilung Selber Forst die Abteilung Kaiserhammer Forst-West, Kaiserhammer Forst-Ost und Hohenberger Forst erfolgen.

## Geologie
Geologisch besteht der Gebirgsstock im Wesentlichen aus Granit. Die Geschichte seiner Orogenese beginnt im Präkambrium vor etwa 750–800 Millionen Jahren – fast 20 % der Erdgeschichte deckt das Gebirge ab, was nur auf wenige der heute noch bestehenden Rumpfgebirge zutrifft. Der Selber Forst ist vielfach von Basaltkegeln durchsetzt.

## Berge
Höchster Berg im Selber Forst ist der Wartberg bei Selb mit 688 m ü. NN.
- Weitere Berge siehe Selb-Wunsiedler Hochfläche.

## Ortschaften
Kleinere Orte wie Längenau, Silberbach, Neuhaus an der Eger oder Sommerhau und viele Weiler und Einöden liegen verstreut im Selber Forst.

## Gewässer
Die Flussläufe Eger, Silberbach, Selb und Steinselb, sowie Weiherketten am nördlichen und südlichen Rand des Wellertals. Am Ostrand des Selber Forstes, direkt auf der Grenze zu Tschechien, befindet sich der Ladenbrunnen. Ebenfalls im Ostteil, an den Nordhängen von Hohe Wart und Brandberg, entspringen Lausenbach und Großbach. Während der Lausenbach westlich, später südwestlich, in Richtung Wellertal läuft und dort in die Eger mündet, verläuft der Großbach nur kurz auf bayerischem Gebiet. Er läuft östlich nach Tschechien ab und mündet dort als Libský potok in den ebenfalls nur kurz im Selber Forst verlaufenden Schladabach, welcher als Slatinný potok südlich von Aš entspringt und über Hazlov und Františkovy Lázně östlich der Stadt Cheb in die Ohře mündet.

## Naturschutz
Die bedeutsame Landschaft hat viele hochwertige Lebensräume. Dem tragen auch die Ausweisung von Naturschutzgebieten und die Naturparkgründung Rechnung.

## Biotope
Der Selber Forst gilt als Rückzugsgebiet für den Schwarzstorch und Revier für die Wiederausbreitung des Luchses.

## Geschichte
Der bis ins 19. Jahrhundert verwendete Name Waldsteiner Kette für die Nordwestflanke des Fichtelgebirges geriet in Vergessenheit und wird nicht mehr verwendet.

## Nachweise
1. ↑  Oberfränkisches Amtsblatt Nr. 3 vom 26. März 2013 (Memento vom 4. März 2016 im Internet Archive) (PDF; 199 kB), Regierung von Oberfranken
2. ↑  Naturräumliche Untergliederung
3. ↑  E. Meynen und J. Schmithüsen: Handbuch der naturräumlichen Gliederung Deutschlands
4. ↑  Karten und Daten des Bundesamtes für Naturschutz (Hinweise)
5. ↑  Karl Heinrich Vollrath: Viola in Nordostbayern (Seite 132–133) (Memento des Originals vom 13. Juli 2020 im Internet Archive)  Info: Der Archivlink wurde automatisch eingesetzt und noch nicht geprüft. Bitte prüfe Original- und Archivlink gemäß Anleitung und entferne dann diesen Hinweis.
6. ↑  Geodaten mit dem BayernAtlas
7. ↑  Heinrich Berghaus: Das Fichtelgebirge und der Frankenjura in: Deütschlands Höhen – Beiträge zur genauern Kenntniß derselben (1834), auf books.google.de

## Karten
- Fritsch Wanderkarte 1:50.000 Fichtelgebirge-Steinwald